# Domitius Arhenobarbus
Cn. Domitius Arhenobarbus, general roman în armata Imperiului Roman. S-a luptat cu arvenii, neam cetic din Galia centrală și împreună cu generalul Q. Fabius Maximus l-a luat prizonier pe regele arvenilor, numit Bituitus, în 121 î.e.n.